# Celeno (arpia)
Celeno (in greco antico: Κελαινώ?, Kelainṑ) è un personaggio della mitologia greca ed una delle tre Arpie, figlie di Taumante e di Elettra.

## Mitologia
Era una delle tre sorelle Arpie, ciascuna delle quali rappresentava un diverso aspetto della tempesta e il suo nome significava oscurità. Secondo alcune fonti sarebbe stata lei e non Podarge l'amante di Zefiro, il vento che viene dall'occidente ed insieme a lui generò Balio e Xanto, i due cavalli parlanti di Achille.

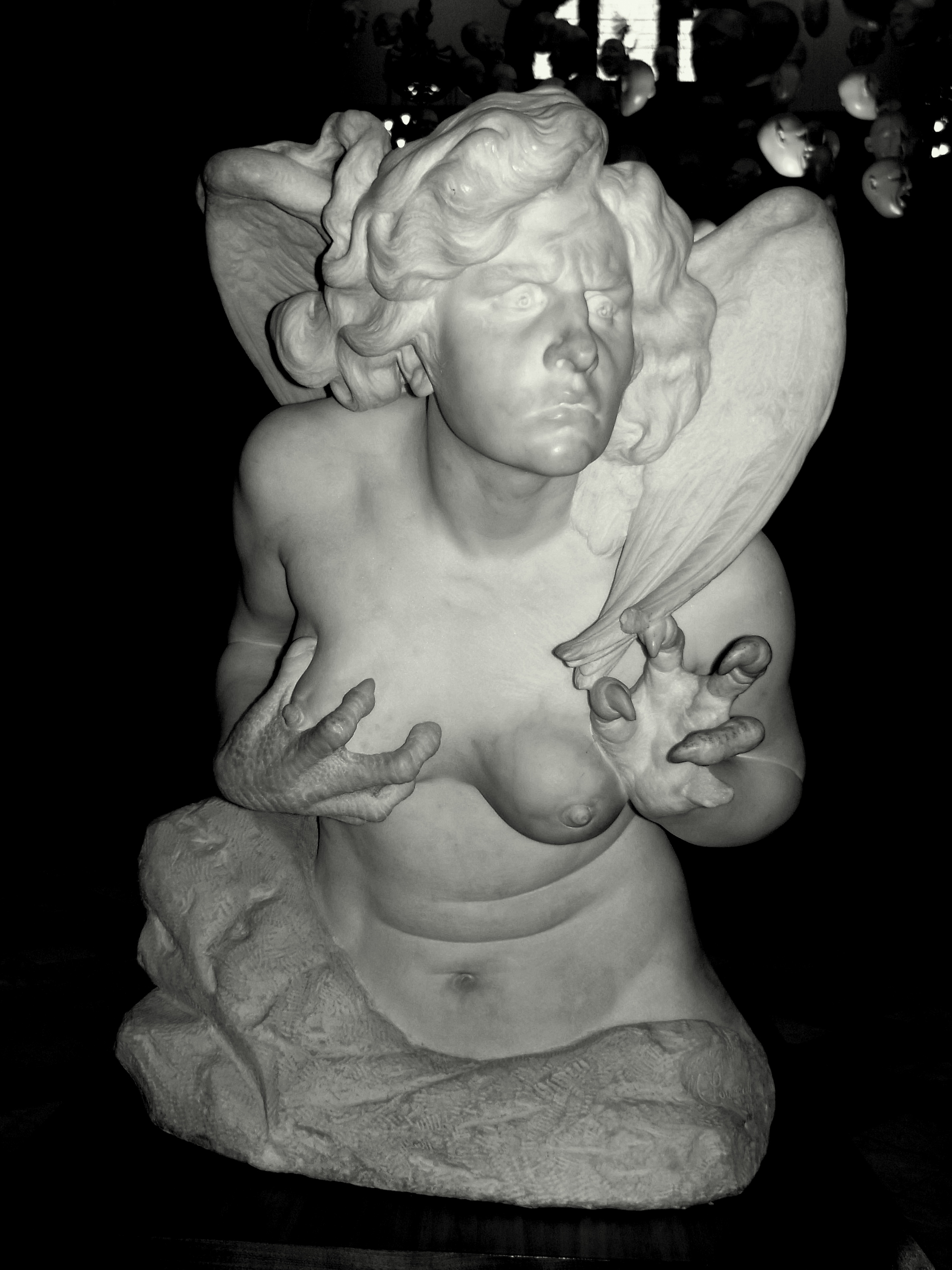
Glasgow. Kelvingrove Art Gallery and Museum. Mary Pownall - The Harpy Celaeno (Arpia Celeno), 1902.

Enea l'incontrò sulle isole Strofadi.
Son certe isole in mezzo al grande Jonio,

Da la fera Celeno e da quell'altre

Rapaci e lorde sue compagne arpie

Fin d'allora abitate..»
(Virgilio, Eneide, III, vv. 354-358)
Durante l'incontro con Enea, Celeno diede all'eroe Troiano delle profezie riguardo al viaggio che doveva affrontare; in particolare, che una volta giunti in Italia una terribile fame (dira fames) avrebbe costretto lui e i suoi compagni a mangiare le loro stesse mense (i piatti di farro essiccato su cui di solito si nutrivano).
Come le altre sorelle viene rappresentata come una donna con le ali, o come un uccello dal viso di donna e dagli artigli aguzzi e ricurvi, con i quali fanno razzie, rapiscono i bambini o le anime.
A l'altre membra; hanno di ventre un fedo

Profluvio, ond'è la piuma intrisa ed irta,

Le man d'artigli armate, il collo smunto,

La faccia per la fame e per la rabbia

Pallida sempre, e raggrinzita e magra..»
(Virgilio, Eneide, III, vv. 216-218)